# Piper planipes
Piper planipes är en pepparväxtart som beskrevs av William Trelease. Piper planipes ingår i släktet Piper och familjen pepparväxter. Utöver nominatformen finns också underarten P. p. amplum.